# Pabillonis
Pabillonis là một đô thị ở tỉnh Sud Sardegna trong vùng Sardegna của Ý, cách khoảng 50 km về phía tây bắc của Cagliari và khoảng 15 km về phía tây của Sanluri. Tại thời điểm ngày 31 tháng 12 năm 2004, đô thị này có dân số 2.982 người và diện tích là 37,6 km².
Đô thị Pabillonis có các frazione (đơn vị trực thuộc) Foddi.
Pabillonis giáp các đô thị: Gonnosfanadiga, Guspini, Mogoro, San Gavino Monreale, San Nicolò d'Arcidano, Sardara.